# キモンとエフィゲニア
『キモンとエフィゲニア』（独: Cimon und Efigenia、英: Cimon and Iphigenia）は、フランドルのバロック期の巨匠ピーテル・パウル・ルーベンスが1615-1620年ごろ、キャンバス上に油彩で制作した絵画である。ジョヴァンニ・ボッカッチョの著名な短編集『デカメロン』中の5日目の第1話として記述されているキモンとエフィゲニアの物語を主題としている。1733年にウィーンの帝室画廊に記録されており、現在、美術史美術館に所蔵されている。

## 主題
キプロスの富裕な大地主の息子キモンは見眼麗しく育った青年であったが、彼の階級に必要な教養や礼節には無関心で、世間は彼を間抜け呼ばわりした。落胆した父親は、キモンが田舎でなら農民たちに交じり、自身に相応しい環境の中で暮らすだろうと考え、彼を田舎に追いやる。
ある日の焼けるような暑さの昼時、キモンは、樹木の木陰の泉の脇に若くて美しいエフィゲニアが女友達や召使の男といっしょに眠り込んでいるのを見つける。エフィゲニアの美しさに心底感動して、彼女に惚れこんだキモンは、彼女に相応しくなるよう自身の生き方を根本から変えようと決心する。彼は短期間のうちに貴人に必要なすべての知識を身に着け、数々の出来事を経たのちにエフィゲニアは彼の妻となる。

## 作品

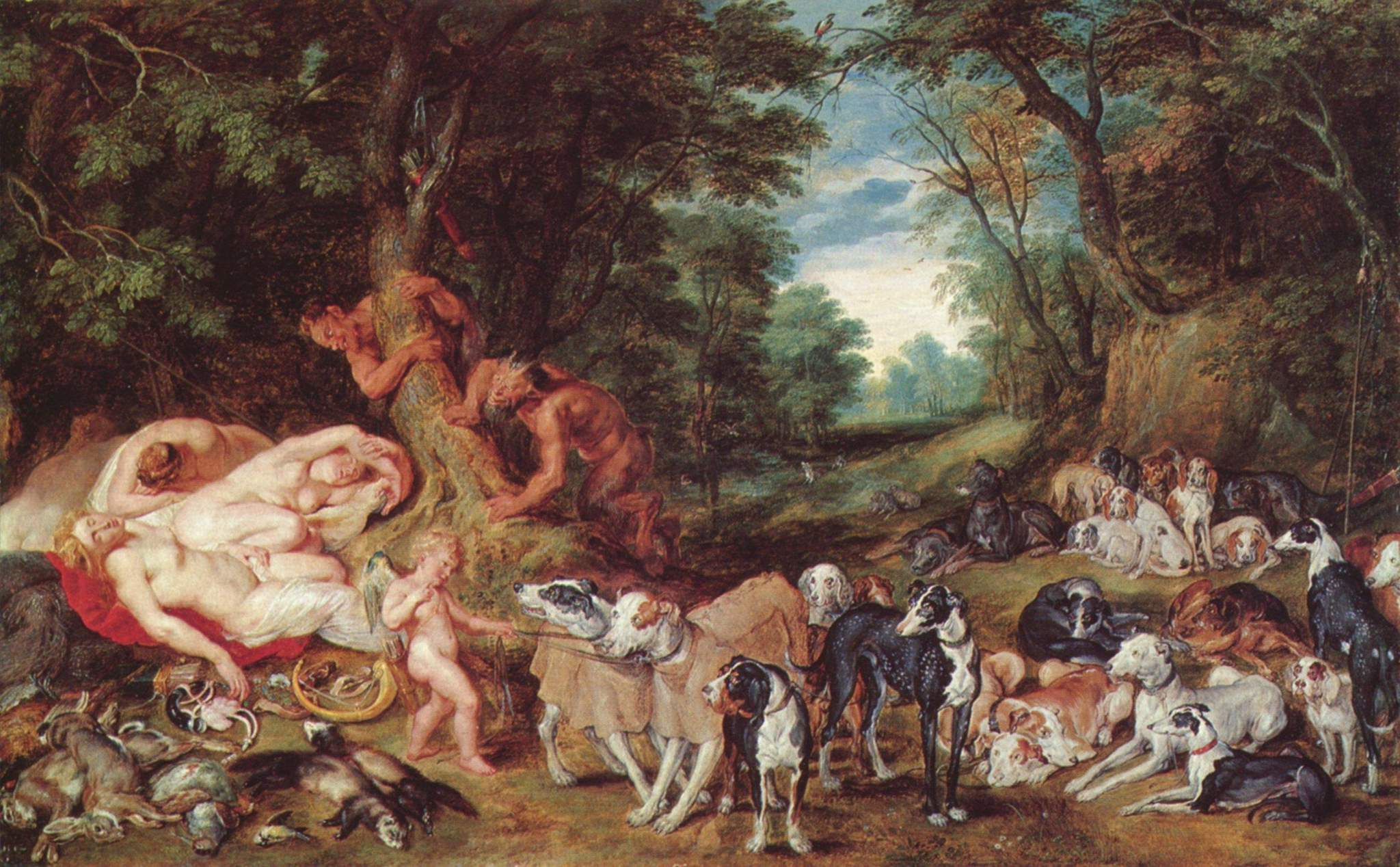
ルーベンス『サテュロスに観察されるディアナとニンフ』 (1623-1624年)、狩猟自然博物館、 パリ

『デカメロン』には、キモンはエフィゲニアを見つめている間、女性の身体を一度も見たことがなかったかのように杖で身体をささえていなければならなかったと述べられており、ルーベンスはその記述に正確に従っている。一方、キモンは本文で書かれているような美青年としてではなく、彼の内面を表すようなぎこちない姿で描かれている。エフィゲニアは艶めかしく薄目を開けており、それは物語のハッピーエンドを予知してるが、本文のエフィゲニアはキモンを怖がっているように記述されている。
本作の構図は、ルーベンスの『サテュロスに観察されるディアナとニンフ』 (狩猟自然博物館、 パリ) と基本構成が非常に似通っている。『サテュロスに観察されるディアナとニンフ』の構図のために一連の油彩画および素描が存在しており、ルーベンスが1620年ごろに風景の中での女性裸体の群像構成に実験を重ねていたことがわかる。
なお、ルーベンスの絵画制作に通常よくあったことであるが、本作の制作には協力者たちも携わっている。画面前景右側のサルのいる静物描写はフランス・スナイデルスの手になり、風景はヤン・ウィルデンスによって描かれている。スナイデルスの静物の描写は硬い線と輝かしく華やかな色彩によってなされており、画面に融合していない。ルーベンスの手にならないことは明らかである。